# Distretto di Dėrėn
Il distretto di Dėrėn è uno dei quindici distretti (sum) in cui è suddivisa la provincia del Dundgov', in Mongolia. Conta una popolazione di 2.408 abitanti (censimento 2007). 